# I Like the Way You Kiss Me
"I Like the Way You Kiss Me" é uma canção do cantor e compositor cipriota-inglês Artemas. Foi lançada de forma independente em 19 de março de 2024, como o primeiro single de sua mixtape do segundo ano, Yustyna (2024).
"I Like the Way You Kiss Me" atingiu o pico de número três no UK Singles Chart. A música liderou as paradas na Áustria, Bélgica (Flandres), Alemanha, Letônia, Lituânia, Polônia, Suécia e Suíça, atingiu o pico dentro do top dez das paradas em vários países, incluindo Austrália, Canadá, França, Irlanda, Nova Zelândia e Noruega, e o top 20 na Itália e Estados Unidos.

## Contexto
Após o lançamento de sua mixtape de estreia Pretty em fevereiro de 2024 e tendo apresentado dois shows no The Lower Third em Londres, Artemas retornou ao estúdio de gravação e criou "I Like the Way You Kiss Me". Artemas anunciou o single em 15 de março em suas redes sociais.

## Composição
Musicalmente, "I Like the Way You Kiss Me" é uma canção darkwave e pop alternativa, alimentada por "anos 80 temperamentais e sintetizadores pulsantes" apresentando uma "colagem sonora obscura e retrofuturista".
Artemas empresta seus vocais "cantarolados e sombrios" no refrão como uma contrapartida à "energia cinética" de toda a faixa. Para a Allmusic, Marcy Donelson considerou os vocais como "mudanças de forma" e "manipulados por meio de mudanças de tom ou velocidade de reprodução variada".
Liricamente, ele apresenta uma história de um relacionamento tenso, sem saber onde ele e seu parceiro estão. Por fim, ele confessa que prefere o sexo aos sentimentos "ao pressionar mais pela fisicalidade".

## Recepção

### Resposta crítica
A revista New Wave elogiou a música: "... é evidente que Artemas aprimorou seu som, entregando performances vocais afiadas e contagiantes que deixam uma impressão duradoura." Para Clash, Robin Murray também foi elogioso: "Profundamente cativante, 'I Like the Way You Kiss Me' borbulha com as emoções tímidas da atração."
Daniel Dylan Wray, do The Guardian, teve um ponto de vista mais misto, chamando-o de "synth-pop pulsante e gelado", mas criticando a composição como "lirismo descarado e sem polimento".

### Desempenho comercial
Em 4 de abril de 2024, "I Like the Way You Kiss Me" estreou na UK Singles Chart na posição 13. Em 25 de abril, o single alcançou a posição 3 na UK Singles Chart; na parada de 8 de agosto, o single estava no top 100 da UK Singles por 19 semanas.
Nos EUA, "I Like the Way You Kiss Me" entrou na parada Billboard Hot 100 na posição 70 em 6 de abril de 2024. Em 27 de abril, atingiu o pico na posição 12.
No final de abril de 2024, "I Like the Way You Kiss Me" tinha quase 2,5 bilhões de visualizações no TikTok e liderou as paradas "Daily Top Songs Global" do Spotify e da Billboard Global Excl. EUA.